# Čimice (Praag)

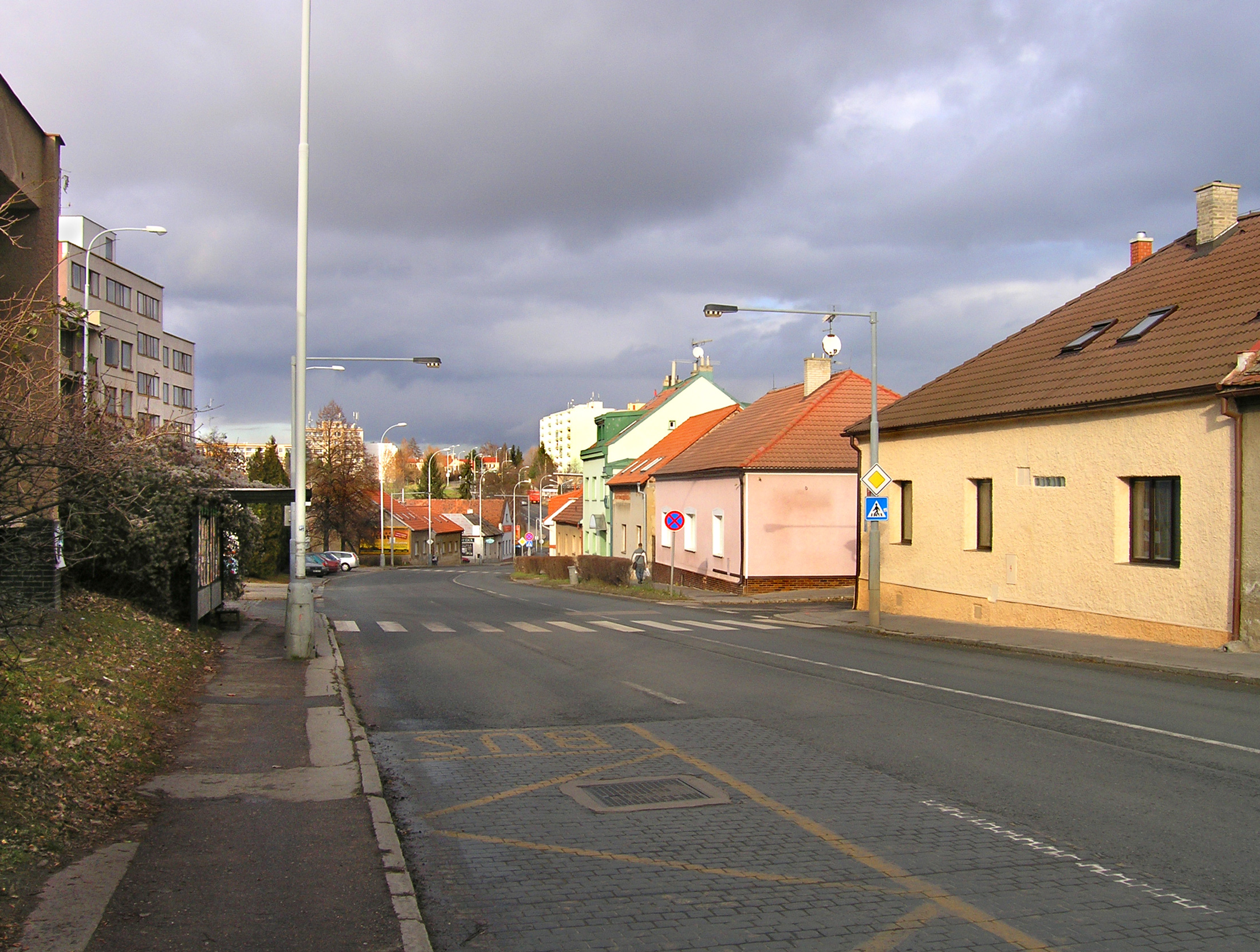
Čimice

Čimice is een wijk in de Tsjechische hoofdstad Praag. Sinds het jaar 1960 is Čimice onderdeel van de gemeente Praag. Tegenwoordig hoort de wijk bij het gemeentelijk district Praag 8. Čimice heeft 7.291 inwoners (25.2.2008).